# Daniel Pik
Daniel Pik (ur. 20 lipca 2000 w Pułtusku) – polski piłkarz, występujący na pozycji prawego napastnika w polskim klubie Pogoń Siedlce.